# Lielupe
Pour les articles homonymes, voir AA et Aa (hydrologie).
Cet article concerne le fleuve de Lettonie, également appelé Aa de Courlande. Pour le fleuve côtier de France, voir Aa (fleuve).
La Lielupe (en allemand Kurländische Aa, c'est-à-dire Aa de Courlande) est un fleuve de Lettonie qui commence près de Bauska au niveau de la confluence entre la rivière Mēmele (30 km parfois comptés comme partie du fleuve) et la Mūsa.

## Géographie
Il arrose Jelgava avant de se jeter dans le golfe de Rīga près de Jurmala. La pente moyenne est de 0,1 m/km. Son débit va de 10,3 m3/s au minimum à 1 380 m3/s au maximum ce qui le rend navigable sur près de 100 km.
Ses eaux sont prisées pour la pêche été comme hiver où les pêcheurs téméraires creusent des trous dans la glace. On y trouve des brochets, des gardons, des perches...
En allemand le nom historique du fleuve est Kurländische Aa (Aa courlandaise). Il a donné son nom aux batailles de l'Aa pendant la Première Guerre mondiale.
La confluence entre la Lielupe et son affluent la Svēte forme une plaine inondable et offre des habitats protégés d'importance internationale pour les oiseaux aquatiques, notamment migrateurs,. Cette zone humide est protégée au sein du Parc naturel de la plaine inondable de la Svēte depuis 2004.
Jusqu'au XVIIIe siècle, cette rivière se jetait dans la Daugava. Entre 1755 et 1757, le lit de la Lielupe a évolué pour se frayer un chemin jusqu'à la mer Baltique. L'une des plus hautes dunes de Lettonie, la Ragakāpa, s'est formée à la nouvelle embouchure de la Lielupe. Elle mesure entre 12 et 17 m de haut, 800 m de long et 100 m de large.

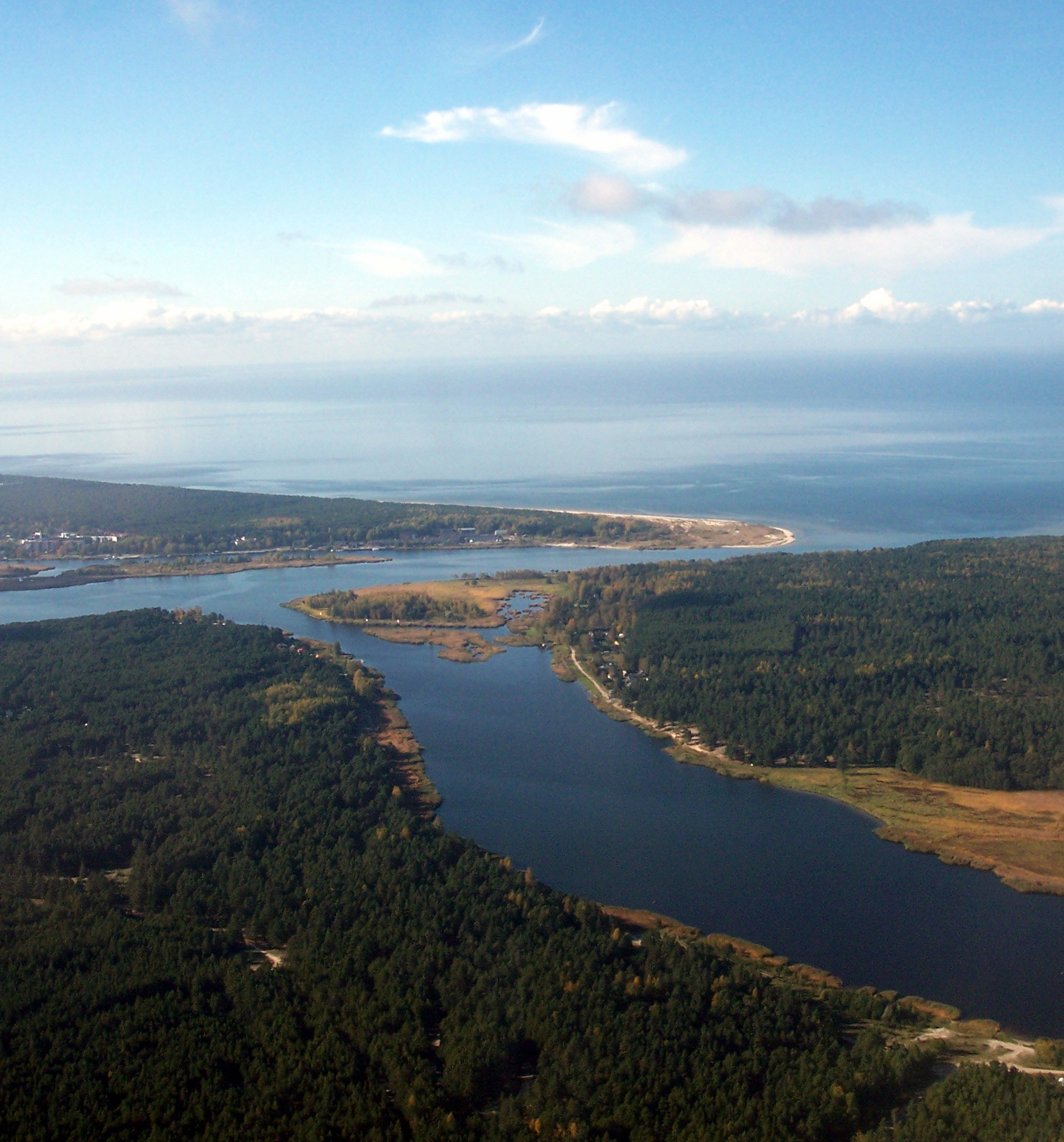
Embouchure de la Lielupe. Un bras, le Buļļupe, part vers l'ouest en direction de la Daugava.

## Affluents
La Lielupe reçoit les cours d'eau suivants (le kilométrage mentionné indique à quel distance de l'entrée sur le territoire letton de la Lielupe se situe la confluence).
Rive gauche
- Kaucīte (lv) (km 13)

- Īslīce (km 24)

- Svitene (lv) (km 38)
- Sesava (lv) (km 42)
- Vircava (km 47)
- Platone (lv) (km 46)
- Svēte (km 57)

Rive droite
- Garoze (lv) (km 35)
- Iecava (km 52)
- Spuņņupe (lv) (émissaire de lac, proche de la confluence de la Lielupe avec la Mēmele)